# Onthophagus gajo
Onthophagus gajo là một loài bọ cánh cứng trong họ Bọ hung (Scarabaeidae).